# Jazykový korpus
Jazykový korpus je (většinou rozsáhlý) soubor textů určitého jazyka. Jedná se o „vnitřně strukturovaný, unifikovaný a obvykle i o indexovaný a ucelený rozsáhlý soubor elektronicky uložených a zpracovaných jazykových dat většinou v textové podobě, organizovaný se zřetelem k využití pro určitý cíl.” Korpus slouží jednak pro lingvistický výzkum jazykové praxe, jednak jako datová základna pro tvorbu slovníků, korektorů, překladačů apod. Tvorbou korpusů se zabývá obor korpusová lingvistika.
V současnosti mají korpusy digitální podobu, což výrazně usnadňuje sběr dat i jejich zpracování: speciální programy umožňují vyhledávání slov a slovních spojení v kontextu, zjištění frekvence výskytu v korpusu i zjištění původního zdroje textu.

## Popis
Korpusy slouží zejména jako lexikologický a lexikografický nástroj a stávají se mj. zdrojem pro zpracování jednojazyčných výkladových slovníků a automatických korektorů nebo vícejazyčných překladových slovníků a automatických překladačů. Kromě lingvistů korpusy stále častěji využívají i redaktoři, překladatelé a další tvůrci textů, učitelé a studenti cizích jazyků.
Texty jsou v různé míře opatřeny metajazykovými značkami vypovídajícími o samotném textu (autor, rok vydání, žánr apod.), o zařazení jednotlivých slov do kategorie slovních druhů, o frekvenci slova v korpusu, případně dalších lingvistických a frekvenčních aspektech. Pro formátování textů a vkládání značek se používá zejména standardizovaného jazyka XML, případně staršího SGML.

## Rozdělení korpusů
Referenční korpus je stálý, takže opakované dotazy dávají vždy stejné výsledky. Naproti tomu nereferenční korpus je průběžně aktualizován, obvykle jednou ročně.
Některé korpusy jsou budovány jako vyvážené, což znamená, že by měly obsahovat vyvážený podíl textů tříděných podle žánrovosti, doby vzniku, případně dalších hledisek (mluvenost, psanost, regionálnost, užívanost apod.).
Synchronní korpusy jsou budované jako reprezentativní a vyvážené otisky jazyka v určitém relativně krátkém časovém období, během něhož lze považovat jazyk za neměnný systém. Většinou se jedná o korpusy současného jazyka. Diachronní korpusy zachycují jazyk v různých vývojových fázích a obsahují tudíž texty z rozsáhlejších období.
Podle dalšího kritéria rozlišujeme také korpusy jednojazyčné a vícejazyčné. Vícejazyčný korpus se také nazývá paralelní korpus a obsahuje stejné texty v různých jazycích zobrazené vedle sebe.

## Korpusy češtiny
Budováním korpusů českého jazyka se v České republice zabývá od roku 1994 Ústav Českého národního korpusu (ÚČNK) při Filozofické fakultě UK, který založil lingvista František Čermák. Od ledna 2014 je možné vyhledávat v korpusech ÚČNK pomocí korpusového manažeru KonText. Z českých korpusů mezi ně patří jak synchronní korpusy psané češtiny, tak synchronní mluvené korpusy a diachronní korpusy:
Korpusy řady SYN – všechny synchronní psané korpusy této řady jsou spojeny ve stejnojmenný korpus SYN. Dohromady obsahují přes dva tisíce testových slov (tokenů). Korpus není reprezentativní – sice jsou v něm spojeny reprezentativní korpusy, ale po sloučení převažují texty publicistické (SYN2006PUB, SYN2009PUB a SYN2013PUB). Publicistická část zahrnuje texty nejznámějších celostátních deníků a nespecializovaných časopisů. Ostatní korpusy (SYN2000, SYN2010, SYN2005) jsou žánrově vyvážené, obsahují tedy jak texty z publicistického prostředí, tak z beletrie nebo odborné literatury.
Korpus soukromé korespondence (KSK-dopisy) obsahuje 2000 elektronických přepisů ručně psané korespondence z let 1990–2004. Pisatelé pocházejí z různých částí České republiky, a tak jsou v dopisech dobře zachovány idiolekty. Všechny shromážděné texty obsahují sociologické charakteristiky pisatelů. Korpus byl vytvořen v Ústavu českého jazyka na Filozofické fakultě Masarykovy univerzity v Brně pod vedením Zdeňky Hladké.
Pražský mluvený korpus (PMK) je první korpus mluvené češtiny. Zachycuje autentickou mluvenou češtinu z oblasti Prahy a okolí. Anonymních 304 nahrávek pochází z let 1988–1996.
Brněnský mluvený korpus (BMK) je v rámci ČNK prvním korpusem mluvené češtiny z oblasti Moravy. Zaznamenává autentickou tematicky nespecializovanou mluvu města Brna. BMK je elektronickým přepisem 250 anonymních magnetofonových nahrávek (tj. 596 009 pozic) z let 1994-1999 zachycujících 294 mluvčích.
řada ORAL zachycuje spontánní konverzaci výhradně v neformálních komunikačních situacích. Korpus ORAL2013 již pokrývá celé území České republiky a přepis je propojen se zvukovou stopou.
SCHOLA2010 obsahuje mluvu učitelů i žáků zaznamenanou ve vyučovacích hodinách o velikosti kolem milionu pozic. Je to proto sociolingvisticky nevyjádřený korpus formální i poloformální mluvené češtiny. Díky své interdisciplinárnosti může být využit nejen pro lingvistické, ale i pro psychologické, sociologické a další bádání.
CzeSL-plain (Czech as a Second Language) - neanotovaný žákovský korpus, který obsahuje tři subkorpusy - ciz (písemné práce nerodilých mluvčích různé úrovně), kval (odborné práce nerodilých mluvčích) a rom (písemné práce romských žáků z oblastí ohrožených sociálním vyloučením).
DIAKORP je diachronní korpus obsahující texty od 13. století, nejmladší pak pocházejí z roku 1989. Kvůli velkému časovému rozpětí musel být korpus vytvořen trochu odlišně od výše zmíněných. Texty jsou transkribovány a značkování zachycuje i podstatnou část lingvistických informací, která může transkripcí zaniknout.
Také další univerzitní pracoviště budují vlastní korpusy:
Korpus českého verše Ústavu pro českou literaturu AV ČR. Je lemmatizovaný, foneticky, morfologicky, metricky a stroficky anotovaný. Jeho obsah je čerpán z české poezie 19. a počátku 20. století. Na webových stránkách je k dispozici velká řada on-line nástrojů Archivováno 16. 6. 2016 na Wayback Machine., které umožňují s texty pracovat či si procvičovat rozpoznávání meter.
czTenTen12 – stejně jako to platí u ostatních korpusů řady TenTen, i zde jsou texty postahovány z internetu (pomocí nástroje Spiderling a Heritrix). Obsahuje přes 5,4 miliard tokenů, což z něj dělá největší český textový korpus. Spolu s korpusem CzechParl (Korpus stenografických záznamů českého parlamentu) a Desam (morfologicky označkovaný korpus českých textů) je dostupný přes korpusový manažer Sketch Engine, který vyvíjí společnost Lexical Computing Ltd. ve spolupráci s Centrem zpracování přirozeného jazyka při Fakultě informatiky Masarykovy univerzity.
Olomoucký mluvený korpus Od roku 2002 vzniká na Univerzitě Palackého v Olomouci pod vedením dr. P. Pořízky. Jeho základem jsou foneticky přepsané nahrávky.

## Korpusy angličtiny

### Brown Corpus
Brown University Standard Corpus of Present-Day American English neboli zkráceně Brown Corpus je dílem dvou autorů – Henryho Kučery (původem Čech, studoval na Univerzitě Karlově) a W. N. Francise, kteří tou dobou působili na Brownově univerzitě. Jedná se o korpus, který vznikal v letech 1963–1964, přičemž obsahuje texty z roku 1961 ve snaze zachytit jazyk v určitém období (trend, který se u tvorby korpusů volí i dnes). Cílem zkoumání je psaná americká angličtina rodilých mluvčích. V korpusu se neuchovávají celé texty, ale pouze vzorky, a to z toho důvodu, aby byl korpus vyvážený. Celkově je v něm využito 15 kategorií, mezi které patří časopisy, noviny, odborná literatura i beletrie. Z každého textu je vybrán vzorek 2 000 slov a celkový počet vzorků se rovnal 500. Celkový rozsah byl kolem jednoho milionu slov. Korpus Brown je morfologicky označkován, využito je 80 kategorií a značkovala se například interpunkce i speciální znaky.
Korpus Brown velice ovlivnil další generace lingvistů a je svým rozvržením vzorem mnoha dalších korpusů. Zajímavostí je, že v 80. letech vznikl The Freiburg-LOB corpus of American English (Frown), který byl obdobou korpusu Brown. Vznikl na Freiburské univerzitě v Německu. Měl úplně stejnou strukturu a snažil se zachytit britskou angličtinu z roku 1991. O značkování byl doplněn v roce 2007.
Na korpusu Brown je založeno několik publikací. Nejznámější z děl založených na korpusu vůbec je Computional Analysis of Present-Day American English od autorů korpusu (Kučera, Francis). Jedná se o statistickou studii, ve které se kombinuje lingvistika, psychologie a statistika.

### Lancaster-Oslo/Bergen Corpus (LOB)
Tento korpus, který vznikal v letech 1970–1978, je britským protějškem ke korpusu Brown. Má stejnou strukturu (1 milion slov, 500 vzorků po 2 000 slovech, 15 žánrů) a snaží se taktéž zachytit jazyk v roce 1961, tentokrát se však jedná o britskou angličtinu. Jedním ze spoluautorů je i Geoffrey Neil Leech.
I k tomuto korpusu vznikla v Německu obdoba označená jako The Freiburg-LOB Corpus of British English (FLOB). Zveřejněn byl v roce 1999 a zachycuje britskou angličtinu v roce 1991.

### British National Corpus
British National Corpus (zkráceně BNC) je korpus, který vznikal ve spolupráci tří nakladatelů (Oxford University Press, Longman a W. & R. Chambers), dvou univerzit (Oxfordské univerzity a univerzity v Lancasteru) a britské národní knihovny v letech 1991–1994, přičemž zveřejněn byl v roce 1994. Jedná se o korpus se 100 miliony slov a rozvětvenou strukturou. Tento korpus je vyvážený, zahrnuje jak časopisy, noviny, tak odbornou literaturu i beletrii. V korpusu nalezneme vzorky jednotlivých textů, od jednoho autora maximálně 45 tisíc slov. Zachycuje britskou angličtinu (z let, ve kterých vznikal, tedy 1991–1994) a kromě psaných textů v něm nalezneme i mluvenou angličtinu v poměru 9 : 1 (psaná : mluvená). Mluvená angličtina byla do korpusu převedena pomocí ortografické transkripce. BNC je zafixovaný a nic se do něj nepřidává; jediné, co se mění, je značkování.
V rámci BNC jsou dva menší subkorpusy, které jsou určeny pro zkoumání jazyka. Prvním z nich je BNC Sampler, který obsahuje jeden milion mluvené angličtiny a jeden milion psaných textů. Druhým je BNC Baby, do nějž jsou zahrnuty čtyři milionové vzorky ze čtyř různých žánrů.
Na korpusu je založeno několik publikací, například článek 100 Million Words of English, který napsal G. N. Leech, článek Corpus Design Criteria (1992), jehož autory jsou S. Atkins, J. Clear a N. Ostler a který popisuje strukturu BNC, a také kniha Corpus: An Introduction (2001), kterou napsali T. McEnery a A. Wilson.